# سبورت ديجيتال
سبورت ديجيتال هي قناة تلفزيونية ذات توجه رياضي في ألمانيا. تبث القناة على مختلف حزم الكابلات والأقمار الصناعية بما في ذلك سكاي دويتشلاند وتبث تغطية رياضية دون انقطاع يوميًا.
تشمل التغطية دوري الهوكي للقارات ، البطولة البرازيلية ، الدوري الأرجنتيني الممتاز ، الدوري الاسكتلندي ، الدوري الأسترالي الممتاز ، الدوري الياباني ، والعديد من الرياضات الأخرى.

## روابط خارجية
- Official website باللغة الألمانية